# スタジオキャッツ
有限会社スタジオキャッツは、かつて存在した作画作業の請負を主な事業としていた日本のアニメ制作会社。練馬アニメーション協議会会員であった（大泉スタジオ）。
多くの作品の場合、「スタジオキャッツ」「スタジオ・キャッツ」「Studio Cats」の名義でクレジットされていた。AXIS&キャッツが参加する場合は、「アクシス・キャッツ」「アクシス&キャッツ」「Axis&Cats」の名義でクレジットされていた。

## 概要・沿革
1968年に東京デザイナー学院を卒業して東京ムービーでトレーサーとして活動していた工藤秀子が1982年12月に仕上げスタジオとしてスタジオキャッツを設立し、1988年に法人組織化した。その後、中国に「常州新星美術製作有限公司」を設立、2005年にはベトナムに現地企業と協力して下請け会社「AXIS&キャッツ」を設立した。
2009年には関連会社の「ロケットビジョン」を設立し、施設の一部と作画（一部）、仕上げ、撮影の各スタッフを引き継いでいる。同年を以ってアニメーション制作事業から撤退し、解散した。

## 主な参加作品

### テレビシリーズ
- パパはグーフィー  (1993年)
- ガーゴイルズ （1994年-1997年）
- こちら葛飾区亀有公園前派出所 （1996年-2004年）
- ポケットモンスターシリーズ
  - ポケットモンスター （1997年-2002年）
  - ポケットモンスター アドバンスジェネレーション （2002年-2006年）
- ドッとKONIちゃん （2000年-2001年）
- 機動天使エンジェリックレイヤー （2001年）
- フルーツバスケット （2001年）
- グラップラー刃牙 （2001年-2002年）
- 奇鋼仙女ロウラン （2002年）
- 天使な小生意気 （2002年）
- 満月をさがして （2002年-2003年）
- 真・女神転生Dチルドレン ライト&ダーク （2002年-2003年）
- ポポロクロイス （2003年-2004年）
- ケロロ軍曹 （2004年-）
- 学園アリス （2004年-2005年）
- MÄR -メルヘヴン- （2005年-2007年）
- Soul Link （2005年）
- ゾイドジェネシス （2005年）
- 鍵姫物語 永久アリス輪舞曲 （2006年）
- Strawberry Panic （2006年）
- ARIA The NATURAL （2006年）
- 吉永さん家のガーゴイル （2006年）
- つよきす Cool×Sweet （2006年）
- 夜明け前より瑠璃色な 〜Crescent Love〜 （2006年）
- すもももももも 地上最強のヨメ （2006年-2007年）
- はぴねす! （2006年）
- 家庭教師ヒットマンREBORN! （2006年-）
- 天元突破グレンラガン （2007年）
- セイント・ビースト〜光陰叙事詩天使譚〜 （2007年）
- おおきく振りかぶって （2007年）
- ロザリオとバンパイア （2008年）
- のらみみシリーズ
  - のらみみ（2008年）
  - のらみみ2（2008年）
- GUNSLINGER GIRL -IL TEATRINO- （2008年）
- To LOVEる -とらぶる- （2008年）
- ドルアーガの塔 〜the Aegis of URUK〜 （2008年）
- ゴルゴ13 （2008年）
- コードギアス 反逆のルルーシュR2 （2008年）
- スレイヤーズREVOLUTION （2008年）
- 鉄腕バーディー DECODE （2008年）

### 劇場アニメ・劇場映画
- はだしのゲン （1983年）
- スーパーマリオブラザーズ ピーチ姫救出大作戦!（1986年）
- ドラえもん のび太のドラビアンナイト （1991年）
- ギルステイン（2002年）
- 劇場版 とっとこハム太郎 ハムハムハムージャ! 幻のプリンセス （2002年）
- それいけ!アンパンマン 夢猫の国のニャニイ （2004年）
- クレヨンしんちゃん 嵐を呼ぶ 歌うケツだけ爆弾! （2007年）
- 河童のクゥと夏休み （2007年）
- それいけ!アンパンマン 妖精リンリンのひみつ （2008年）

### OVA
- 機甲猟兵メロウリンク（1988年 - 1989年）
- おたくのビデオ（1991年）
- 続・おたくのビデオ（1991年）
- 太陽の船 ソルビアンカ （1999年）
- デトロイト・メタル・シティ （2008年）

## スタジオ
本社
- 東京都豊島区西巣鴨2丁目7番14号 シャッドアレイ

巣鴨スタジオ
- 東京都豊島区巣鴨1丁目21番8号-501（仕上げ部）

大泉スタジオ
- 東京都練馬区東大泉6丁目50番7号（作画部・撮影部）

常州新星美術製作有限公司
- 常州市新北区天安工業村C座西首2F

AXIS&キャッツ
- ホーチミン市蓋邑区阮轟路72 790-A

## 関連人物
- 柳瀬譲二
- 森本由布希